# 참보타

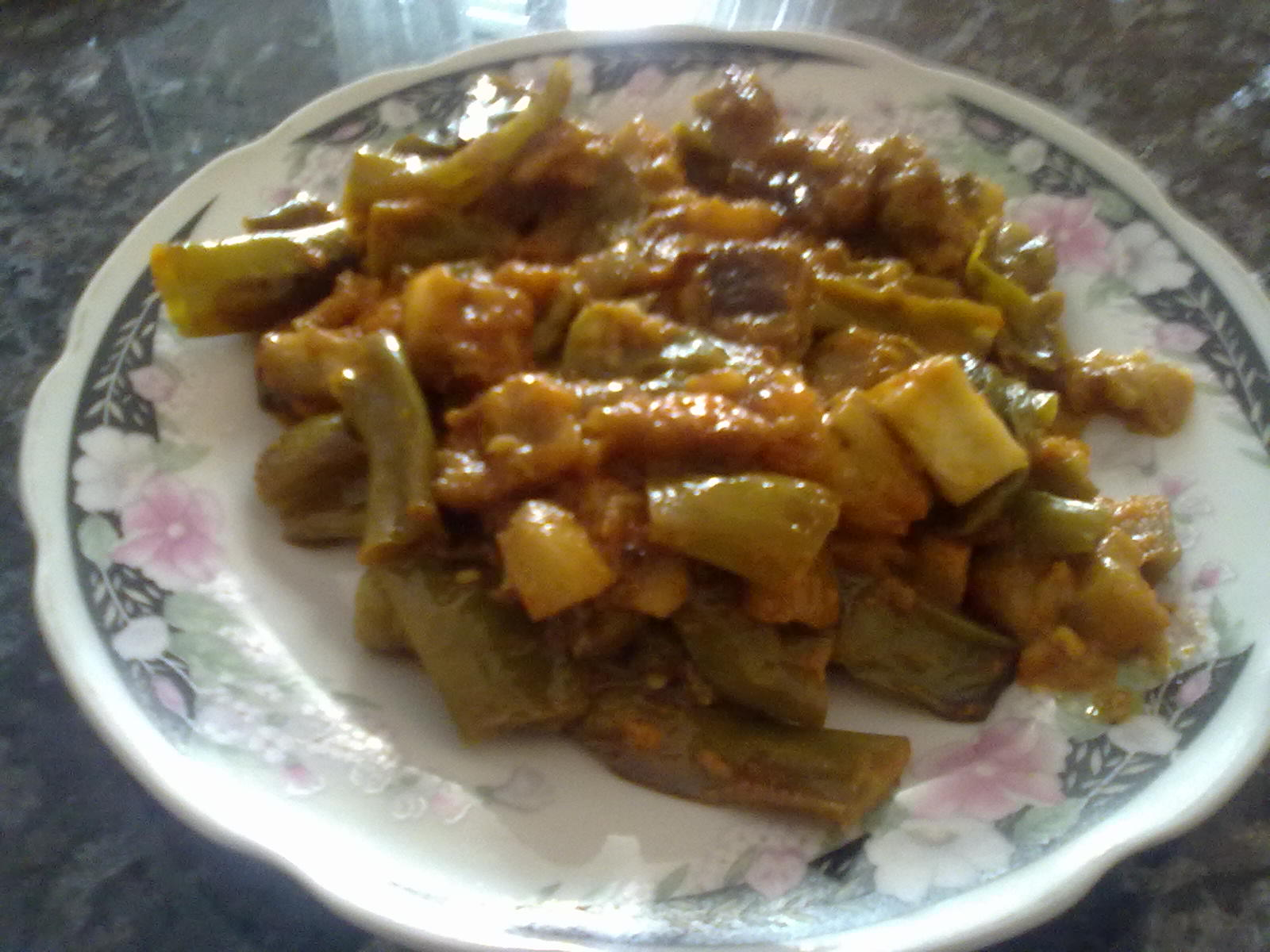
참보타

참보타(이탈리아어: ciambotta)는 이탈리아 남부 요리의 대표적인 요리이다. 요리법에 따라서 스튜로 먹을 수도 있고 부식으로 먹기도 한다. 보통은 야채를 쓰지만 육고기나 생선을 쓰기도 하며 대표 재료는 감자와 가지, 토마토, 고추, 양파, 허브이다.